# U-17-Fußball-Europameisterschaft 2023
Die Endrunde der 39. U-17-Fußball-Europameisterschaft fand vom 17. Mai bis zum 2. Juni 2023 in Ungarn statt. Es war das zweite Mal, dass Ungarn eine Europameisterschaft dieser Altersklasse ausrichtete, zuletzt war dies bei der U-16-Fußball-Europameisterschaft 1985 der Fall. Auch die U-19-Fußball-Europameisterschaft 2014 sowie Teile der U-21-Fußball-Europameisterschaft 2021 fanden bereits in Ungarn statt. Titelverteidiger war Frankreich. Alle 55 UEFA-Mitglieder hatten eine Mannschaft gemeldet. Nach dem russischen Überfall auf die Ukraine wurde die russische Mannschaft von der Qualifikation ausgeschlossen. Die Mannschaften Deutschlands und der Schweiz konnten sich für das Endturnier qualifizieren, Österreich und Liechtenstein scheiterten in der Qualifikation.
Das Turnier diente gleichzeitig auch als Qualifikation zur U-17-Fußball-Weltmeisterschaft 2023, für die sich die besten fünf Teams der EM-Endrunde qualifizierten.

## Vergabe
Das UEFA-Exekutivkomitee bestimmte auf seiner Sitzung in Montreux am 19. April 2021 Ungarn zum Ausrichter der U-17-EM-Endrunde 2023.

## Qualifikation

### Qualifikationsrunde
Die erste Runde der Qualifikation für die UEFA-U17-Europameisterschaft 2023 wurde am 8. Dezember 2021 im UEFA-Hauptquartier in Nyon ausgelost. Die laut UEFA-Koeffizientenranking für U-17-Nationalmannschaften bestplatzierten beiden Mannschaften, die Niederlande und Spanien erhielten ein Freilos für die Eliterunde. Die verbleibenden Teams – mit Ausnahme des bereits automatisch qualifizierten Gastgebers Ungarn – wurden in 13 Vierergruppen gelost. Alle Gruppen wurden in Form von Miniturnieren im Modus Jeder-gegen-jeden über mehrere Tage hinweg an einem Ort ausgespielt, wobei eine der teilnehmenden Mannschaften pro Gruppe als Gastgeber fungierte. Die 13 Gruppensieger und -zweiten sowie die vier besten Gruppendritten qualifizierten sich für die Eliterunde. Die Spiele fanden im Zeitraum zwischen dem 1. Juli und dem 23. November 2022 statt. Da zum Zeitpunkt der Auslosung der Ausschluss Russlands aufgrund des russischen Angriffskriegs gegen die Ukraine noch nicht final beschlossen war, wurde das russische U-19-Team zunächst einer Gruppe zugelost. Nach der Bestätigung des Ausschlusses wurde das betreffende Miniturnier als Dreiergruppe ausgespielt. Die deutsche und die Schweizer Mannschaft erreichten jeweils als Gruppensieger die nächste Runde, Österreich und Liechtenstein verfehlten den Einzug in die nächste Quali-Phase.

### Eliterunde
Die qualifizierten Mannschaften aus der ersten Qualifikationsrunde wurden mit den jetzt ins Turnier einsteigenden Teams aus Spanien und den Niederlanden in acht Vierergruppen gelost. Die acht Gruppensieger sowie die sieben besten Gruppenzweiten qualifizierten sich für die Endrunde. Wie bereits in der ersten Runde erfolgte die Austragung der Eliterunde als Miniturnier bei einer der beteiligten Mannschaften bis zum 28. März 2023.
Die Auslosung ergab folgende Gruppen (Reihenfolge nach Endplatzierung, grün unterlegte Mannschaften konnten sich für die Endrunde qualifizieren). Deutschland und die Schweiz konnten sich als jeweils Gruppenzweite einen Platz beim Endturnier sichern.
| Gruppe 1                | Gruppe 2   | Gruppe 3      | Gruppe 4    | Gruppe 5   | Gruppe 6 | Gruppe 7   | Gruppe 8   |
| ----------------------- | ---------- | ------------- | ----------- | ---------- | -------- | ---------- | ---------- |
| Serbien 1               | Wales 1    | Niederlande 1 | Spanien     | Portugal 1 | Irland   | Kroatien   | Frankreich |
| Bosnien und Herzegowina | Schottland | England       | Deutschland | Polen      | Italien  | Slowenien  | Schweiz    |
| Belarus                 | Island     | Dänemark      | Türkei 1    | Tschechien | Ukraine  | Norwegen 1 | Albanien 1 |
| Israel                  | Montenegro | Nordirland    | Finnland    | Slowakei   | Zypern 1 | Belgien    | Lettland   |

## Teilnehmer
Neben den automatisch qualifizierten Gastgebern Ungarn, sicherten sich 15 weitere Mannschaften einen Endrundenstartplatz. Wales nahm zum ersten Mal an einer EM-Endrunde in dieser Altersklasse teil.
- Ungarn (Gastgeber)
- Serbien
- Wales
- Niederlande
- Spanien
- Portugal
- Irland
- Kroatien
- Frankreich (Titelverteidiger)
- Schottland
- England
- Deutschland
- Polen
- Italien
- Slowenien
- Schweiz

### Mannschaften aus dem deutschsprachigen Raum

#### DFB-Auswahl
| #  | Name                  | Pos        | Verein              | Spiele | Tore |
| -- | --------------------- | ---------- | ------------------- | ------ | ---- |
| 01 | Max Schmitt           | Tor        | FC Bayern München   | 6      | 0    |
| 02 | Taylan Bulut          | Abwehr     | FC Schalke 04       | 5      | 0    |
| 03 | Almugera Kabar        | Abwehr     | Borussia Dortmund   | 5      | 1    |
| 04 | Finn Jeltsch          | Abwehr     | 1. FC Nürnberg      | 6      | 0    |
| 05 | Maxim Dal             | Abwehr     | 1. FSV Mainz 05     | 4      | 0    |
| 06 | Fayssal Harchaoui     | Mittelfeld | 1. FC Köln          | 6      | 0    |
| 07 | Paris Brunner         | Mittelfeld | Borussia Dortmund   | 6      | 4    |
| 08 | Bence Dárdai          | Mittelfeld | Hertha BSC          | 4      | 1    |
| 09 | Max Moerstedt         | Sturm      | TSG 1899 Hoffenheim | 6      | 1    |
| 10 | Noah Darvich          | Mittelfeld | SC Freiburg         | 6      | 2    |
| 11 | Charles Herrmann      | Mittelfeld | Borussia Dortmund   | 6      | 1    |
| 12 | Konstantin Heide      | Tor        | SpVgg Unterhaching  | 0      | 0    |
| 13 | Maximilian Hennig     | Abwehr     | FC Bayern München   | 2      | 0    |
| 14 | David Odogu           | Abwehr     | VfL Wolfsburg       | 2      | 0    |
| 15 | Kjell Wätjen          | Mittelfeld | Borussia Dortmund   | 3      | 1    |
| 16 | Winners Osawe         | Mittelfeld | RB Leipzig          | 5      | 0    |
| 17 | Eric da Silva Moreira | Abwehr     | FC St. Pauli        | 6      | 0    |
| 18 | Jarzinho Malanga      | Mittelfeld | VfB Stuttgart       | 4      | 0    |
| 19 | Assan Ouédraogo       | Mittelfeld | FC Schalke 04       | 5      | 1    |
| 20 | Robert Ramsak         | Sturm      | FC Bayern München   | 6      | 4    |

- Trainer: Christian Wück

#### SFV-Auswahl
| #  | Name              | Pos        | Verein                   | Spiele | Tore |
| -- | ----------------- | ---------- | ------------------------ | ------ | ---- |
| 01 | Gentrit Muslija   | Tor        | FC St. Gallen            | 5      | 0    |
| 02 | Loun Srdanovic    | Abwehr     | Servette FC              | 4      | 0    |
| 03 | Rhodri Smith      | Abwehr     | BSC Young Boys           | 5      | 0    |
| 04 | Jeremy Fasano     | Abwehr     | Grasshopper Club Zürich  | 5      | 0    |
| 05 | Elohim Kamoko     | Abwehr     | FC Zürich                | 5      | 0    |
| 06 | Demir Xhemalija   | Mittelfeld | FC Basel                 | 4      | 2    |
| 07 | Cheweyo Tsawa     | Mittelfeld | FC Zürich                | 5      | 0    |
| 08 | Alessandro Romano | Mittelfeld | AS Rom                   | 3      | 0    |
| 09 | Winsley Boteli    | Sturm      | Borussia Mönchengladbach | 5      | 2    |
| 10 | Arlet Junior Zé   | Sturm      | FC Basel                 | 5      | 1    |
| 11 | Modou Minteh      | Sturm      | FC Basel                 | 5      | 0    |
| 12 | Dario Wälti       | Tor        | FC Thun                  | 0      | 0    |
| 13 | Tarik Seferovic   | Abwehr     | FC St. Gallen            | 3      | 0    |
| 15 | Marvin Akahomen   | Abwehr     | FC Basel                 | 5      | 1    |
| 16 | Corsin Konietzke  | Mittelfeld | FC St. Gallen            | 2      | 0    |
| 17 | Leon Grando       | Mittelfeld | FC Zürich                | 2      | 0    |
| 18 | Luca Bühlmann     | Mittelfeld | FC Basel                 | 5      | 0    |
| 20 | Elio Rufener      | Mittelfeld | BSC Young Boys           | 4      | 1    |
| 22 | Eliah Jordan      | Mittelfeld | FC Basel                 | 1      | 0    |
| 23 | Jason Parente     | Mittelfeld | FC St. Gallen            | 4      | 0    |

- Trainer: Sascha Stauch ()

## Spielorte
Das Turnier fand in sieben Stadien in sechs Städten als Austragungsorte statt.
| Debrecen |

| Balmazújváros |

| Budapest |

| Budaörs |

| Telki |

| Felcsút |

| Debrecen |

| Balmazújváros |

| Budapest |

| Budaörs |

| Telki |

| Felcsút |

## Vorrunde

### Auslosung
Die Auslosung der Gruppenphase wurde am 3. April 2023 im Hotel Ensana Thermal auf der Margareteninsel in Budapest durchgeführt. Als Losfee fungierte Ungarns A-Rekordnationalspieler Balázs Dzsudzsák. Die 16 qualifizierten Teams wurden nach ihrem Ergebnis in der Eliterunde in zwei Lostöpfe aufgeteilt und im Anschluss den Gruppen zugelost. Gastgeber Ungarn war als Gruppenkopf gesetzt.

### Modus
Die Vorrunde wurde in vier Gruppen mit jeweils vier Mannschaften ausgetragen. Die Gruppensieger und Zweitplatzierten qualifizierten sich für das Viertelfinale.
Hätten zwei oder mehr Mannschaften derselben Gruppe nach Abschluss der Gruppenspiele die gleiche Anzahl Punkte aufgewiesen, wäre die Platzierung nach folgenden Kriterien in dieser Reihenfolge ermittelt:
a. höhere Punktzahl aus den Direktbegegnungen der betreffenden Mannschaften;
b. bessere Tordifferenz aus den Direktbegegnungen der betreffenden Mannschaften;
c. größere Anzahl erzielter Tore aus den Direktbegegnungen der betreffenden Mannschaften;
d. wenn nach der Anwendung der Kriterien a) bis c) immer noch mehrere Mannschaften denselben Platz belegen, werden die Kriterien a) bis c) erneut angewendet, jedoch ausschließlich auf die Direktbegegnungen der betreffenden Mannschaften, um deren definitive Platzierung zu bestimmen. Führt dieses Vorgehen keine Entscheidung herbei, werden die Kriterien e) bis h) angewendet;
e. bessere Tordifferenz aus allen Gruppenspielen;
f. größere Anzahl erzielter Tore aus allen Gruppenspielen;
g. geringere Gesamtzahl an Strafpunkten auf der Grundlage der in allen Gruppenspielen erhaltenen gelben und roten Karten (rote Karte = 3 Punkte, gelbe Karte = 1 Punkt, Platzverweis nach zwei gelben Karten in einem Spiel = 3 Punkte);
h. bessere Platzierung in der für die Auslosung der Qualifikationsrunde verwendeten Koeffizientenrangliste;
Wären zwei Mannschaften im letzten Gruppenspiel aufeinandergetroffen, die dieselbe Anzahl Punkte sowie die gleiche Tordifferenz und gleiche Anzahl Tore aufwiesen, und endete das betreffende Spiel unentschieden, wäre die endgültige Platzierung der beiden Mannschaften durch Elfmeterschießen ermittelt worden, vorausgesetzt, dass keine andere Mannschaft derselben Gruppe nach Abschluss aller Gruppenspiele dieselbe Anzahl Punkte aufgewiesen hätte. Hätten mehr als zwei Mannschaften dieselbe Anzahl Punkte, wären die oberen Kriterien zur Anwendung gekommen. Beide Fälle traten nicht ein.

### Gruppe A
| Pl. | Land   | Sp. | S | U | N | Tore    | Diff. | Punkte |
| --- | ------ | --- | - | - | - | ------- | ----- | ------ |
| 1.  | Polen  | 3   | 2 | 0 | 1 | 010:700 | +3    | 06     |
| 2.  | Irland | 3   | 2 | 0 | 1 | 008:700 | +1    | 06     |
| 3.  | Ungarn | 3   | 1 | 0 | 2 | 008:900 | −1    | 03     |
| 4.  | Wales  | 3   | 1 | 0 | 2 | 003:600 | −3    | 03     |

|                                            |   |        |           |
| Mi., 17. Mai 2023 um 16:30 Uhr in Budapest |   |        |           |
| Polen                                      | – | Irland | 5:1 (2:1) |
| Mi., 17. Mai 2023 um 20:00 Uhr in Budapest |   |        |           |
| Ungarn                                     | – | Wales  | 3:0 (1:0) |
| Sa., 20. Mai 2023 um 16:30 Uhr in Felcsút  |   |        |           |
| Irland                                     | – | Wales  | 3:0 (2:0) |
| Sa., 20. Mai 2023 um 20:00 Uhr in Felcsút  |   |        |           |
| Ungarn                                     | – | Polen  | 3:5 (0:2) |
| Di., 23. Mai 2023 um 20:00 Uhr in Felcsút  |   |        |           |
| Irland                                     | – | Ungarn | 4:2 (3:1) |
| Di., 23. Mai 2023 um 20:00 Uhr in Budaörs  |   |        |           |
| Wales                                      | – | Polen  | 3:0 (0:0) |

### Gruppe B
| Pl. | Land      | Sp. | S | U | N | Tore    | Diff. | Punkte |
| --- | --------- | --- | - | - | - | ------- | ----- | ------ |
| 1.  | Spanien   | 3   | 2 | 1 | 0 | 006:300 | +3    | 07     |
| 2.  | Serbien   | 3   | 1 | 1 | 1 | 005:500 | ±0    | 04     |
| 3.  | Italien   | 3   | 1 | 0 | 2 | 004:400 | ±0    | 03     |
| 4.  | Slowenien | 3   | 1 | 0 | 2 | 005:800 | −3    | 03     |

|                                            |   |           |           |
| Do., 18. Mai 2023 um 17:00 Uhr in Telki    |   |           |           |
| Serbien                                    | – | Slowenien | 2:4 (0:3) |
| Do., 18. Mai 2023 um 20:00 Uhr in Budaörs  |   |           |           |
| Italien                                    | – | Spanien   | 1:2 (1:0) |
| So., 21. Mai 2023 um 16:30 Uhr in Budapest |   |           |           |
| Spanien                                    | – | Slowenien | 3:1 (2:0) |
| So., 21. Mai 2023 um 20:00 Uhr in Budapest |   |           |           |
| Serbien                                    | – | Italien   | 2:0 (1:0) |
| Mi., 24. Mai 2023 um 17:00 Uhr in Budaörs  |   |           |           |
| Spanien                                    | – | Serbien   | 1:1 (0:0) |
| Mi., 24. Mai 2023 um 17:00 Uhr in Telki    |   |           |           |
| Slowenien                                  | – | Italien   | 0:3 (0:0) |

### Gruppe C
| Pl. | Land        | Sp. | S | U | N | Tore    | Diff. | Punkte |
| --- | ----------- | --- | - | - | - | ------- | ----- | ------ |
| 1.  | Deutschland | 3   | 3 | 0 | 0 | 010:100 | +9    | 09     |
| 2.  | Frankreich  | 3   | 1 | 1 | 1 | 005:500 | ±0    | 04     |
| 3.  | Portugal    | 3   | 1 | 1 | 1 | 003:600 | −3    | 04     |
| 4.  | Schottland  | 3   | 0 | 0 | 3 | 002:800 | −6    | 0      |

|                                                                |   |             |           |
| Mi., 17. Mai 2023 um 16:30 Uhr in Debrecen (Nagyerdei-Stadion) |   |             |           |
| Schottland                                                     | – | Frankreich  | 1:3 (0:2) |
| Mi., 17. Mai 2023 um 20:00 Uhr in Debrecen (Nagyerdei-Stadion) |   |             |           |
| Portugal                                                       | – | Deutschland | 0:4 (0:2) |
| Sa., 20. Mai 2023 um 15:00 Uhr in Debrecen (DEAC-Stadion)      |   |             |           |
| Portugal                                                       | – | Schottland  | 2:1 (2:0) |
| Sa., 20. Mai 2023 um 20:00 Uhr in Balmazújváros                |   |             |           |
| Frankreich                                                     | – | Deutschland | 1:3 (1:0) |
| Di., 23. Mai 2023 um 15:00 Uhr in Balmazújváros                |   |             |           |
| Frankreich                                                     | – | Portugal    | 1:1 (1:1) |
| Di., 23. Mai 2023 um 15:00 Uhr in Debrecen (DEAC-Stadion)      |   |             |           |
| Deutschland                                                    | – | Schottland  | 3:0 (0:0) |

### Gruppe D
| Pl. | Land        | Sp. | S | U | N | Tore    | Diff. | Punkte |
| --- | ----------- | --- | - | - | - | ------- | ----- | ------ |
| 1.  | England     | 3   | 2 | 1 | 0 | 005:100 | +4    | 07     |
| 2.  | Schweiz     | 3   | 2 | 1 | 0 | 004:100 | +3    | 07     |
| 3.  | Kroatien    | 3   | 0 | 1 | 2 | 002:400 | −2    | 01     |
| 4.  | Niederlande | 3   | 0 | 1 | 2 | 002:700 | −5    | 01     |

|                                                                |   |             |           |
| Do., 18. Mai 2023 um 15:00 Uhr in Debrecen (DEAC-Stadion)      |   |             |           |
| Schweiz                                                        | – | Niederlande | 2:0 (0:0) |
| Do., 18. Mai 2023 um 20:00 Uhr in Balmazújváros                |   |             |           |
| Kroatien                                                       | – | England     | 0:1 (0:1) |
| So., 21. Mai 2023 um 16:30 Uhr in Debrecen (Nagyerdei-Stadion) |   |             |           |
| Kroatien                                                       | – | Schweiz     | 1:2 (1:1) |
| So., 21. Mai 2023 um 20:00 Uhr in Debrecen (Nagyerdei-Stadion) |   |             |           |
| Niederlande                                                    | – | England     | 1:4 (0:1) |
| Mi., 24. Mai 2023 um 15:00 Uhr in Balmazújváros                |   |             |           |
| Niederlande                                                    | – | Kroatien    | 1:1 (0:0) |
| Mi., 24. Mai 2023 um 15:00 Uhr in Debrecen (DEAC-Stadion)      |   |             |           |
| England                                                        | – | Schweiz     | 0:0       |

## Finalrunde

### Modus
Ab dem Viertelfinale wurden die Spiele im K.-o.-System ausgetragen, der Sieger zog in die nächste Runde ein, für die unterlegene Mannschaft war das Turnier beendet. Alle Gewinner der Viertelfinalspiele sind für die U-17-Fußball-Weltmeisterschaft 2023 qualifiziert. Zudem spielten von den im Viertelfinale ausgeschiedenen Mannschaften die beiden Teams mit der besten Vorrundenbilanz in einem Play-off-Spiel den letzten europäischen Qualiplatz bei der WM aus.
Falls die Spiele der Finalrunde oder das WM-Play-off nach Ablauf der regulären Spielzeit unentschieden standen, schloss sich direkt ein Elfmeterschießen zur Ermittlung des Siegers an.

### Übersicht
|  | Viertelfinale | Viertelfinale |             |         | Halbfinale | Halbfinale |  |  | Finale | Finale |
|  |               |               |             |         |            |            |  |  |        |        |
|  | Polen         | 3             |             |         |            |            |  |  |        |        |
|  | Serbien       | 2             |             |         |            |            |  |  |        |        |
|  | Serbien       | 2             | Polen       | 3       |            |            |  |  |        |        |
|  |               |               | Polen       | 3       |            |            |  |  |        |        |
|  |               | Deutschland   | 5           |         |            |            |  |  |        |        |
|  | Deutschland   | Deutschland   | 5           | E1 (3)E |            |            |  |  |        |        |
|  | Deutschland   |               |             | E1 (3)E |            |            |  |  |        |        |
|  | Schweiz       | 1 (2)         |             |         |            |            |  |  |        |        |
|  |               |               | Deutschland | E0 (5)E |            |            |  |  |        |        |
|  |               | Frankreich    | 0 (4)       |         |            |            |  |  |        |        |
|  | Spanien       | 3             |             |         |            |            |  |  |        |        |
|  | Irland        | 0             |             |         |            |            |  |  |        |        |
|  | Irland        | 0             | Spanien     | 1       |            |            |  |  |        |        |
|  |               |               | Spanien     | 1       |            |            |  |  |        |        |
|  |               | Frankreich    | 3           |         |            |            |  |  |        |        |
|  | England       | Frankreich    | 3           | 0       |            |            |  |  |        |        |
|  | England       |               |             | 0       |            |            |  |  |        |        |
|  | Frankreich    | 1             |             |         |            |            |  |  |        |        |

E Sieg im Elfmeterschießen

### Viertelfinale
|                                                           |   |            |                      |
| Sa., 27. Mai 2023 um 15:00 Uhr in Telki                   |   |            |                      |
| Polen                                                     | – | Serben     | 3:2 (1:0)            |
| Sa., 27. Mai 2023 um 20:00 Uhr in Budapest                |   |            |                      |
| Spanien                                                   | – | Irland     | 3:0 (1:0)            |
| Sa., 27. Mai 2023 um 15:00 Uhr in Debrecen (DEAC-Stadion) |   |            |                      |
| Deutschland                                               | – | Schweiz    | 1:1 (0:1), 3:2 i. E. |
| Sa., 27. Mai 2023 um 20:00 Uhr in Balmazújváros           |   |            |                      |
| England                                                   | – | Frankreich | 0:1 (0:0)            |

### WM-Play-off
Das fünfte europäische Team, das sich für die FIFA U-17-Weltmeisterschaft qualifizierte, wurde in einem einzigen Spiel zwischen den beiden besten Viertelfinalisten ermittelt, die nicht ins Halbfinale einzogen. Sie wurden anhand der folgenden Kriterien in der angegebenen Reihenfolge ermittelt:
1. Position in ihrer Gruppe nach Abschluss der Gruppenphase;
2. Punktzahl in der Gruppenphase;
3. Tordifferenz in der Gruppenphase;
4. Anzahl erzielter Tore in der Gruppenphase;
5. Tordifferenz im Viertelfinale;
6. Anzahl erzielter Tore im Viertelfinale;
7. Gesamtpunktzahl für Disziplinarmaßnahmen, nur basierend auf gelben und roten Karten, die Spieler und Mannschaftsoffizielle in der Gruppenphase und im Viertelfinale erhalten haben (rote Karte = 3 Punkte, gelbe Karte = 1 Punkt, Platzverweis für zwei gelbe Karten in einem Spiel = 3 Punkte);
8. Position in der Koeffizienten-Rangliste der Qualifikationsrunde.

Der Sieger qualifizierte sich zusammen mit den Halbfinalisten für die U-17-Fußball-Weltmeisterschaft 2023.
|                                           |   |         |           |
| Di., 30. Mai 2023 um 15:00 Uhr in Budaörs |   |         |           |
| England                                   | – | Schweiz | 4:2 (1:1) |

### Halbfinale
|                                           |   |             |           |
| Di., 30. Mai 2023 um 16:30 Uhr in Felcsút |   |             |           |
| Polen                                     | – | Deutschland | 3:5 (2:1) |
| Di., 30. Mai 2023 um 20:00 Uhr in Felcsút |   |             |           |
| Spanien                                   | – | Frankreich  | 1:3 (0:0) |

### Finale
| Deutschland                                                      | Deutschland | Frankreich | Frankreich |
| ---------------------------------------------------------------- | --- | --- | ---------- |
| Deutschland                                                      | \| Finale \| \| 2. Juni 2023 um 20:00 Uhr in Budapest (Hidegkuti-Nándor-Stadion) \| \| Ergebnis: 0:0, 5:4 i. E. \| \| Schiedsrichter: Atilla Karaoğlan ( Türkei) \| \| Spielbericht \| | \| Finale \| \| 2. Juni 2023 um 20:00 Uhr in Budapest (Hidegkuti-Nándor-Stadion) \| \| Ergebnis: 0:0, 5:4 i. E. \| \| Schiedsrichter: Atilla Karaoğlan ( Türkei) \| \| Spielbericht \|                                                                                             | Frankreich |
| Deutschland                                                      | Max Schmitt – Eric Emanuel da Silva Moreira (75. Bence Dárdai), Finn Jeltsch, Maxim Bora Dal (84. Taylan Bulut), Almugera Kabar – Fayssal Harchaoui (75. Winners Osawe), Assan Ouédraogo – Charles Herrmann, Noah Darvich , Paris Brunner – Max Moerstedt (56. Robert Ramsak) Cheftrainer: Christian Wück | Paul Argney – Yvann Titi, Joachim Kayi Sanda , Bastien Meupiyou, Nhoa Sangui – Ismaïl Bouneb (81. Fode Sylla), Nolan Ferro, Saimon Bouabre – Mohamed-Amine Bouchenna (62. Yanis Ali Issoufou), Mathis Lambourde, Tidiam Gomis (90.+2' Joan Tincres) Cheftrainer: Jean-Luc Vannuchi | Frankreich |
| Deutschland                                                      | Elfmeterschießen | | Frankreich |
| Deutschland                                                      | Argney hält gegen Darvich 1:2 Herrmann 2:3 Dardai 3:4 Bulut 4:4 Brunner 5:4 Ouédraogo | 0:1 Kayi Sanda 0:2 Lambourde 1:3 Tincres 2:4 Sangui Schmitt hält gegen Sylla Bouabre schießt gegen den Pfosten | Frankreich |
| Deutschland                                                      | Brunner (11.), Dal (67.), Ouédraogo (86.) | Bouabre (69.), Meupiyou (78.) | Frankreich |
| Finale                                                           | | |            |
| 2. Juni 2023 um 20:00 Uhr in Budapest (Hidegkuti-Nándor-Stadion) | | |            |
| Ergebnis: 0:0, 5:4 i. E.                                         | | |            |
| Schiedsrichter: Atilla Karaoğlan ( Türkei)                       | | |            |
| Spielbericht                                                     | | |            |

## Beste Torschützen
Nachfolgend aufgelistet sind die besten Torschützen der Endrunde.
| Rang | Spieler           | Tore |
| ---- | ----------------- | ---- |
| 01   | Paris Brunner     | 4    |
| 01   | Robert Ramsak     | 4    |
| 01   | Marc Guiu         | 4    |
| 01   | Lamine Yamal      | 4    |
| 05   | Mateusz Skoczylas | 3    |
| 05   | Karol Borys       | 3    |
| 07   | 17 Spieler        | 2    |
| 024  | 54 Spieler        | 1    |

Quelle:

## Schiedsrichter
Für das Turnier wurden seitens der UEFA acht Schiedsrichter und zwölf Schiedsrichterassistenten eingesetzt. Hinzu kamen vier Schiedsrichter, die ausschließlich als Vierte Offizielle eingesetzt wurden.
| Schiedsrichter     | Assistenten             | Vierte Offizielle   |
| ------------------ | ----------------------- | ------------------- |
| Atilla Karaoğlan   | Mehmet Emin Turğal      | David Dickinson     |
| Elçin Məsiyev      | Elşad Abdullayev        | Radoslaw Gidschenow |
| Adam Ladebäck      | Daniel Yng              | Lothar D’Hondt      |
| Damian Sylwestrzak | Bartosz Heinig          | Oliver Reitala      |
| Michal Očenáš      | Peter Bednár            |                     |
| Jamie Robinson     | Adam Jeffrey            |                     |
| Miloš Milanović    | Milan Šutolović         |                     |
| David Šmajc        | David Gabrovec          |                     |
|                    | Kyriákos Sokrátous      |                     |
|                    | Konstandínos Psarris    |                     |
|                    | Andreu Vilanova Simarro |                     |
|                    | Nertil Bregasi          |                     |